# Glossotherium
Glossotherium (del griego "bestia lengua") es un género extinto de perezosos gigantes de América del Sur de la familia Mylodontidae. Poseían gran tamaño y hábitos terrestres. Se encuentra emparentado con Megatherium y sobre todo con el género norteamericano Paramylodon.
Su extinción ocurrió hace 15 000 años, cuando el clima cambiante, junto con la posible caza humana fueron reduciendo el número de individuos hasta su desaparición. El último registro de un animal con vida es de 8000 años de antigüedad, a unos 160 km de Buenos Aires (Argentina), donde ha sido descubierto el fósil más reciente.